# هانس دومينيك
هانس دومينيك (بالألمانية: Hans Dominik)‏ هو مستكشف ألماني، ولد في 7 مايو 1870 في Chełmno ‏ في بولندا، وتوفي في 16 ديسمبر 1910 في المحيط الأطلسي.